# Kayode Akinsanya
Kayode Akinsanya, né le 9 juin 1976, est un joueur nigérian de badminton.

## Carrière
Il est médaillé d'or en double mixte avec Obiageli Olorunsola lors des Championnats d'Afrique de badminton 1996.